# Gustavo Cañete
Gustavo Adalberto Cañete es un futbolista paraguayo, con doble nacionalidad española y paraguaya. Nació el 4 de abril de 1977 en Salamanca, España. Actualmente dirige las formativas del Club Cerro Porteño (Sub-20 y Sub-14).

## Carrera profesional
Gustavo Cañete nacido el 4 de abril de 1977, nació en España, cuando su padre, Adalberto Cañete jugaba para el U.D Salamanca en la época donde abundaban los futbolistas paraguayos en España. Se caracteriza por ser fuerte en el juego aéreo defensivo y ofensivo, aunque no brilla precisamente por su velocidad, es diestro pero maneja casi todos los puestos de la defensa.

### Clubes
| Club              | País     | Año       |
| ----------------- | -------- | --------- |
| Cerro Porteño     | Paraguay | 1997-1998 |
| América           | México   | 1999      |
| Atlante           | México   | 1999-2000 |
| Guaraní           | Paraguay | 2000-2001 |
| Veracruz          | México   | 2002      |
| 12 de Octubre     | Paraguay | 2003      |
| Tigrillos         | México   | 2003-2004 |
| San Luis          | México   | 2004-2005 |
| 3 de Febrero      | Paraguay | 20052006  |
| 12 de Octubre     | Paraguay | 2006      |
| Millonarios       | Colombia | 2007      |
| Deportivo Pereira | Colombia | 2007      |
| Deportivo Azogues | Ecuador  | 2008      |
| Espoli            | Ecuador  | 2009      |
| Sport Colombia    | Paraguay | 2012      |

### Selecciones
- Selección de fútbol de Paraguay Sub-23 y Mayores.[1]